# Spaceman (álbum)
Spaceman es el octavo álbum del guitarrista estadounidense Ace Frehley, editado en 2016 por eOne Music.
Este trabajo cuenta con la participación de su excompañero en Kiss, Gene Simmons, quien escribió dos canciones con Frehley: "Your Wish Is My Command" y "Without You I'm Nothing", tocando el bajo en la última.

## Lista de canciones
| N.º | Título                     | Duración |  |
| 1.  | «Without You I'm Nothing»  | 4:06     |  |
| 2.  | «Rockin' with the Boys»    | 4:15     |  |
| 3.  | «Your Wish Is My Command»  | 3:38     |  |
| 4.  | «Bronx Boy»                | 2:50     |  |
| 5.  | «Pursuit of Rock and Roll» | 4:32     |  |
| 6.  | «I Wanna Go Back»          | 4:01     |  |
| 7.  | «Mission to Mars»          | 3:39     |  |
| 8.  | «Off My Back»              | 3:38     |  |
| 9.  | «Quantum Flux»             | 6:28     |  |

## Personal
- Ace Frehley – voz, guitarra
- Gene Simmons – bajo (track 1)
- Scot Coogan – batería (track 1,3,4,7); coros (track 3, 4)
- Alex Salzman – ingeniero (tracks 1-8); coros (track 2-4; bajo (track 3, 6)
- Rachael Gordon – coros (track 2, 3)
- Matt Starr – batería (track 2, 6, 9)
- Ronnie Mancuso – guitarra (track 4, 7)
- Anton Fig – batería (track 5, 8)
- Warren Huart – ingeniero (track 9); guitarra (track 9), mezcla